# The Invisible (Album)
The Invisible ist ein Musikalbum von Dirk Serries, Rodrigo Amado und Andrew Lisle. Die 2021 im Studio Sunny Side Inc. in Anderlecht entstandenen Aufnahmen erschienen am 26. Juni 2024 auf dem Wiener Label Klanggalerie.

## Hintergrund
Der belgische Experimentalgitarrist Dirk Serries hat mit dem portugiesischen Saxophonisten Rodrigo Amado das Duo-Album Jazzblazzt (Raw Tonk/Klanggalerie, 2020) vorgelegt und in vielen weiteren Formaten mit dem britischen Schlagzeuger Andrew Lisle als Duo gespielt, außerdem im Kodian Trio mit dem Saxofonisten Colin Webster oder mit dem Saxofonisten John Dikeman und dem Kontrabassisten John Edwards zusammengearbeitet. Auch Amado spielte schon zuvor mit Lisle, als dieser in Portugal lebte. The Invisible ist das Debütalbum des Trios von Serries, Amado und Lisle entstand am 22. November 2021 nach drei Auftritten im Studio Sunny Side Inc. in Anderlecht in der Region Brüssel. Amado, der auch Fotograf ist, hat das Titelfoto beigesteuert.

## Titelliste
- Dirk Serries / Rodrigo Amado / Andrew Lisle: The Invisible (Klanggalerie gg476)[2]

1. New Tone 15:59
2. Tapestry 23:08
3. The Invisible 17:37

Die Kompositionen stammen von Dirk Serries, Rodrigo Amado und Andrew Lisle.

## Rezeption

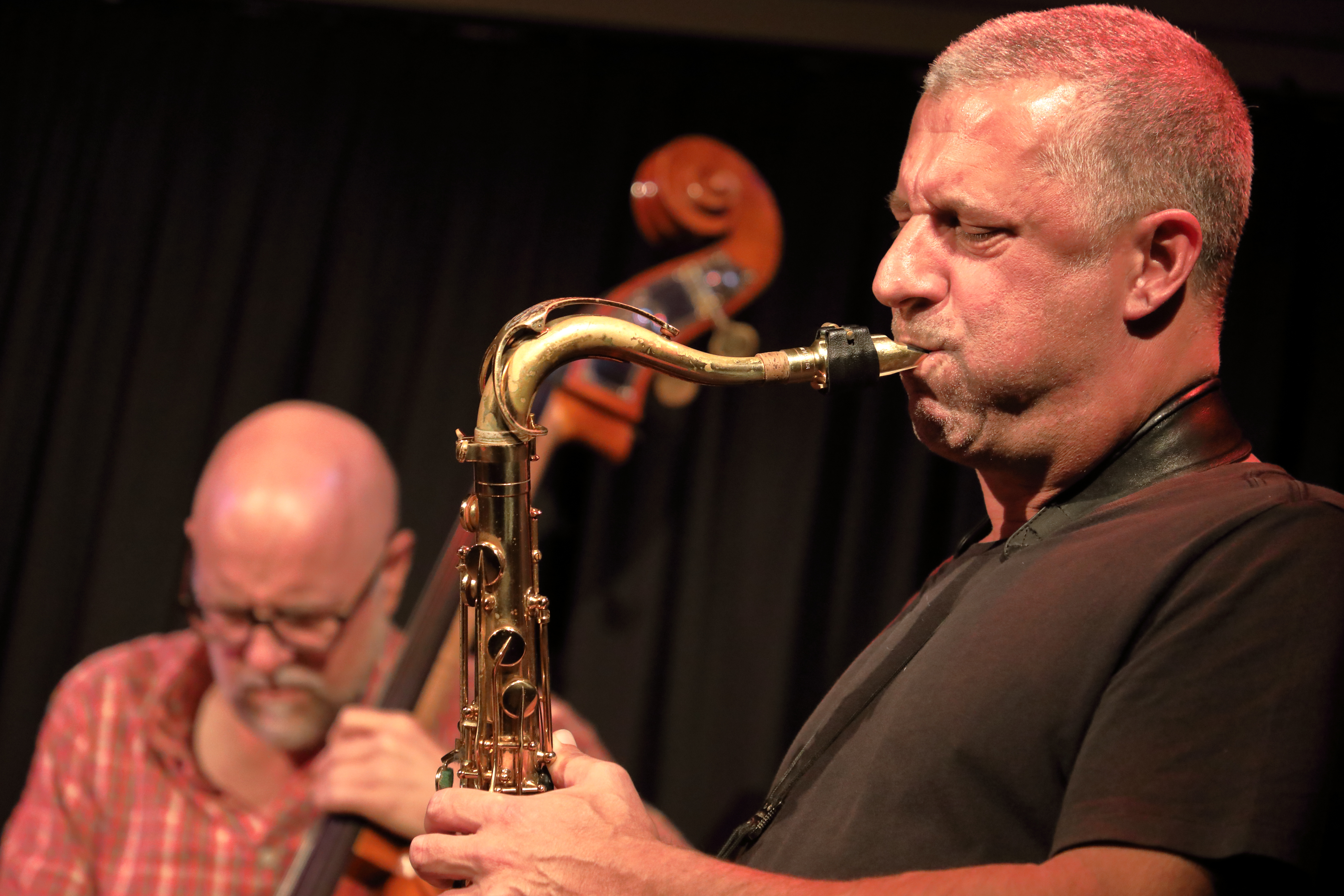
Rodrigo Amado 2019 im Club W71, Weikersheim. im Hintergrund Bassist Kent Kessler

The Invisible würde drei ausgedehnte Stücke bieten, die die Dynamik des Free Jazz übernehmen und vom warmen Tenorsaxophon-Ton Amados, den abstrakten und ätherischeren Gitarrenlinien von Serries und dem intuitiven, freien Puls von Lisle geleitet werden, schrieb Eyal Hareuveni in Salt Peanuts. Es sei klar, dass die bereits bestehende Verbindung zwischen diesen Meisterimprovisatoren die Dynamik des Trios präge und die Musik für weitere Klangabenteuer öffne. Das Trio wechsle geduldig und organisch mit dem Aufbau und dem Loslassen von Spannung und schwinge sich von melodischen und lyrischen zu feurigen und dornigen Klängen. In diesen erweiterten Stücken sei „viel Platz für einzelne Gänge“, wie Amados Titelabbildung vermuten lassen könnte.